# Verbandsliga
Die Verbandsliga ist in den meisten deutschen Sportverbänden die Bezeichnung für eine im mittleren Bereich des deutschen Ligasystems angesiedelte regionale oder sub-regionale Spielklasse. Ausrichter der Spielklasse ist regelmäßig ein für das entsprechende Gebiet zuständiger und dem nationalen Sportverband untergeordneter Landesverband. Häufig handelt es sich um die höchste Liga auf dem Gebiet des Landesverbandes. Existiert neben der Verbandsliga in einer Sportart und Region gleichzeitig eine Landesliga, ist die Verbandsliga zumeist die höhere beider Spielklassen.

## Einzelne Sportarten

### Eishockey
Verbandsligen im Eishockey gab es in den Landeseissportverbänden Nordrhein-Westfalen (Verbandsliga NRW) und Niedersachsen (Verbandsliga Nord für Niedersachsen und die angeschlossenen Verbände von Hamburg, Bremen und Schleswig-Holstein). Nach der Reform der Oberliga 2010 wurden die beiden Verbandsligen in Regionalliga West bzw. Nord umbenannt. Die Verbandsliga Nord wurde 2012/13 neu gegründet.

### Fußball
Im Fußball-Ligasystem in Deutschland war die Verbandsliga seit den 1950er Jahren im Bereich des Westdeutschen Regionalverbands sowie seit den 1970er Jahren bundesweit die zunächst auf der dritten Stufe, später auf der vierten Stufe des Ligasystems angesiedelte höchste Amateur-Spielklasse der seinerzeit 16 Landesverbände des DFB. Nach Wiedereinführung der Regionalliga 1994 bildete die Verbandsliga bis 2008 in den meisten der seit der Wiedervereinigung inzwischen 21 Landesverbände die 5. Liga. In Bayern, Hessen, Sachsen und Thüringen wurde die Bezeichnung Verbandsliga nicht verwendet. Dort trugen die jeweils höchste Spielklasse der Landesverbände stattdessen den Namen Oberliga oder Landesliga.
Seit Einführung der 3. Liga im Jahr 2008 und damit einhergehenden Strukturreformen auch in zahlreichen Landesverbänden sind die Ligastrukturen und -bezeichnungen unterhalb der Regionalligen erheblich weniger einheitlich als bisher. So erhielten beispielsweise im Bereich des Norddeutschen Regionalverbands nach Abschaffung der Oberliga Nord die vormaligen Verbandsligen im Ligasystem den Status einer Oberliga. Gleichzeitig erfolgte in den Landesverbänden Hamburg und Niedersachsen auch die Umbenennung der dortigen Verbandsligen in Oberliga. In Schleswig-Holstein wird die Bezeichnung Verbandsliga weiterhin verwendet, dort nunmehr jedoch für die dritthöchste Spielklasse des Landes. Auch in zahlreichen anderen Landesverbänden wurde die Bezeichnung inzwischen abgeschafft und die Ligen mit regionalen Bezeichnungen versehen, beispielsweise die Westfalenliga.

### Handball
Im Handball in Deutschland steht in den Landesverbänden die Verbandsliga über der Landesliga, jedoch unter der höchsten Spielklasse des Verbandes, der Oberliga. Die nächsthöhere Liga ist dann die 3. Liga (ehemals Regionalliga). Die Verbandsliga ist also die fünfthöchste Klasse. In Bayern und Hessen gibt es keine Verbandsliga, da steht die Landesliga unterhalb der Oberliga.

### Paintball
Im Paintball in Deutschland steht die Verbandsliga über der Landesliga. Sie wurde in der Saison 2013 in das Ligasystem der Deutsche Paintball Liga (DPL) aufgenommen und dient in erster Linie dazu, den Einstieg in den höheren Ligen und die Änderung der damit verbundenen Spielformate für neue Teams angenehmer zu gestalten.